# Даньян-Куньшаньский виадук
Даньян-Куньшаньский виадук (кит. трад. 丹陽-崑山特大橋, упр. 丹陽-昆山特大橋, пиньинь Dānyáng-Kūnshān tèdà qiáo, палл. даньян-куньшань тэда цяо) является самым длинным мостом в мире и занесён в качестве такового в Книгу рекордов Гиннесса. Возведён как часть Пекин-Шанхайской высокоскоростной железной дороги. Строительство началось в 2008 году и по завершении в 2010 году его длина составила 164,8 км, открытие моста состоялось 30 июня 2011 года. Расположен в Восточном Китае в провинции Цзянсу, между городами Шанхай и Нанкин. Примерно 9 км моста проложено над водой, наиболее крупный водоём, который пересекает Даньян-Куньшаньский виадук, — озеро Янчэнху. Стоимость проекта по разным оценкам составила от 8,5 до более чем 10 млрд долларов.